# 돌아가는 펭귄드럼
돌아가는 펭귄드럼(輪るピングドラム)은 2011년에 방영된 일본 애니메이션이다.
일본에서 2011년 7월 8일부터 2011년 12월 23일까지 새벽 시간대에 방영하였다.
《미소녀전사 세일러문 시리즈》로 유명한 이쿠하라 쿠니히코 감독의 작품이다. 《유리쿠마 아라시》와 함께 펭귄베어 프로젝트를 이룬다.

## 같이 보기
- 유리쿠마 아라시